# Marvel Super Heroes in War of the Gems
Marvel Super Heroes in War of the Gems es el título de un videojuego side-scrolling basado en los acontecimientos de la serie de Marvel Cómics, Guantelete Infinito. Adam Warlock pide a los súper héroes más grandes de la Tierra para buscar las Gemas del Infinito antes de que caigan en el manos equivocadas. En una serie, el juego es considerado una secuela espiritual de X-Men: Mutant Apocalypse también fue lanzado exclusivamente para la consola Super Nintendo Entertainment System en 1996.

## Jugabilidad
El jugador juega cada nivel, uno de los cinco superhéroes: Capitán América, Iron Man, Spider-Man, Wolverine y Hulk, en su lucha a través de varios lugares del mundo y el espacio exterior, incluso. Cada barra de salud de los personajes es independiente y lleva más de entre las misiones - la curación solo puede hacerse al recoger los artículos en los niveles o el uso de artículos curativos recogido durante las misiones. Cuando un personaje se cae, que debe reactivarse de forma individual con el tema que corresponda.
Después de investigar un área, el jugador puede o no puede ser recompensado con una de las joyas. Solo dos se pueden recoger durante las primeras cuatro misiones, una es recogido en la siguiente misión, y luego dos más se recibieron al azar en dos de los cuatro niveles siguientes.La última joya es solo recibió a derrotar a Thanos, completando así el juego.
A nivel especial en el juego es La Mansión Avengers donde se puede practicar la lucha contra determinados jefes del juego. A veces, usted será recompensado con un elemento para tener éxito.

## Personajes
Los héroes jugables:
- Spider-Man

- Capitán América

- Iron Man

- Hulk

- Wolverine

Personajes de reparto:
- Adam Warlock guía de los héroes a sus destinos y les da información vital.

- Doctor Extraño aparece brevemente para crear una plataforma de magia para el personaje en el nivel de lava donde se enfrentan a los clones de Silver Surfer.

Personajes enemigos ("Doppelganger" las versiones de:)
- Puck

- Wolverine

- Hulk

- Iron Man

- Daredevil

- Visión

- She-Hulk

- Ojo de Halcón

- Silver Surfer

- Sasquatch

- La Mole

Villanos:
- Doombots

- Doctor Doom

- Magus

- Blackheart

- Nebula

- Thanos

## Gemas
Los héroes deben encontrar las Gemas del Infinito. Una vez que una joya se encuentra, puede ser equipado por el jugador a su elección del héroe antes de salir a explorar una nueva área. Cada gema tiene una potencia fuerte y única.

## Diferencia con el cómic
Los eventos del juego son representados de una manera diferente a la mostrada en los cómics. En el juego, primero lucha Magus, a continuación, Nebula, y luego Thanos. En los cómics, los primeros héroes lucharon Thanos y Nebula (miniserie Guantelete Infinito), a continuación, Magus y su Dopplegangers (miniserie Guerra Infinito).